# Lutz Kuhn
Lutz Kuhn (* 22. Januar 1969) ist ein Brigadegeneral des Heeres der Bundeswehr und war vom 28. April 2022 bis Juli 2025 Brigadekommandeur der Panzerlehrbrigade 9 in Munster.

## Militärische Laufbahn

### Ausbildung und erste Verwendungen
Kuhn trat 1989 in die Bundeswehr ein und wurde bis 1992 als Offizieranwärter zum Offizier des Truppendienstes der Panzergrenadiertruppe ausgebildet. Anschließend studierte er Betriebswirtschaftslehre an der Universität der Bundeswehr Hamburg. Es folgte 1996 eine Verwendung als Zugführer eines Zuges der 3. Kompanie des Panzergrenadierbataillons 182 in Bad Segeberg. 1998 wurde Kuhn Kompaniechef der 2. Kompanie des Panzergrenadierbataillons 342 in Koblenz und wechselte 2000 in den Stab der Panzerbrigade 34 in Diez, wo er als S3-Offizier (zuständig für Planung und Organisation) eingesetzt wurde. 2001 folgte eine Lehrverwendung als Hörsaalleiter an der Panzertruppenschule in Munster.

### Dienst als Stabsoffizier
Von 2002 bis 2004 nahm Kuhn am 45. Generalstabslehrgang Heer an der Führungsakademie der Bundeswehr in Hamburg teil, wo er zum Offizier im Generalstabsdienst ausgebildet wurde. Anschließend diente er als G2-Stabsoffizier am Zentrum für Nachrichtenwesen der Bundeswehr in Grafschaft. 2005 folgte die Sprachausbildung Dänisch am Bundessprachenamt in Hürth, um 2006 bis 2007 am dänischen Generalstabslehrgang in Kopenhagen teilzunehmen. Danach wechselte Kuhn zum Bonner Dienstsitz des Bundesministeriums der Verteidigung, wo er Stabsoffizier beim Stabsabteilungsleiter II im Führungsstab der Streitkräfte war. 2009 übernahm er das Kommando über das Panzergrenadierlehrbataillon 92 in Munster. In Folge wurde Kuhn Tutor für die Generalstabslehrgänge und Dozent für Truppenführung an der Führungsakademie der Bundeswehr
in Hamburg. 2014 folgte erneut eine Verwendung im Militärischen Nachrichtenwesen als Leiter der Informationszentrale Militärische Nachrichtenlage im Kommando Strategische Aufklärung in Grafschaft. Währenddessen war er auch beigestelltes Mitglied der sogenannten G36-Kommission unter Leitung von Winfried Nachtwei, die die Leistungsfähigkeit des Standard-Sturmgewehrs  G36 untersuchen sollte. Eine weitere Nebenaufgabe war die Mitgliedschaft im Aufbaustabes Cyber- und Informationsraum im Bundesministerium der Verteidigung in Berlin. 2017 wurde Kuhn Abteilungsleiter Einsatz und J3 im Kommando Strategische Aufklärung in Grafschaft und 2018 Leiter des Referats SE I 1 (Grundsatz Militärisches Nachrichtenwesen; Steuerung Militärische Sicherheit) im Bundesministerium der Verteidigung in Berlin. Dabei war er auch stellvertretender Leiter im Lagezentrum Corona. 2020 wechselte Kuhn als Chef des Stabes zur 10. Panzerdivision in Veitshöchheim.

### Dienst als General
Am 28. April 2022 wurde Kuhn, im Dienstgrad eines Oberst und als Nachfolger von Christian Freuding, die Dienststellung des Brigadekommandeurs der Panzerlehrbrigade 9 in Munster übertragen und später zum Brigadegeneral ernannt. Im Juli 2025 übernahm sein Nachfolger Stephan Behrenz die Führung der Brigade.

### Auslandseinsätze
- 1999/2000: Kompaniechef gemischte Jäger-/Aufklärungskompanie der SFOR in Sarajevo in Bosnien und Herzegowina
- 2011/2012: Kommandeur Ausbildungs-/Schutzbataillon in Kunduz in Afghanistan

## Privates
Kuhn ist verheiratet und hat zwei Kinder.